# Mysateles meridionalis
Mysateles meridionalis је врста глодара из породице хутија (лат. Capromyidae). 

## Распрострањење
Куба је једино познато природно станиште врсте.

## Станиште
Врста Mysateles meridionalis има станиште на копну.

## Начин живота
Врста Mysateles meridionalis прави гнезда. 

## Угроженост
Ова врста је крајње угрожена и у великој опасности од изумирања.

### Популациони тренд
Популација ове врсте се смањује, судећи по расположивим подацима.